# Vinland

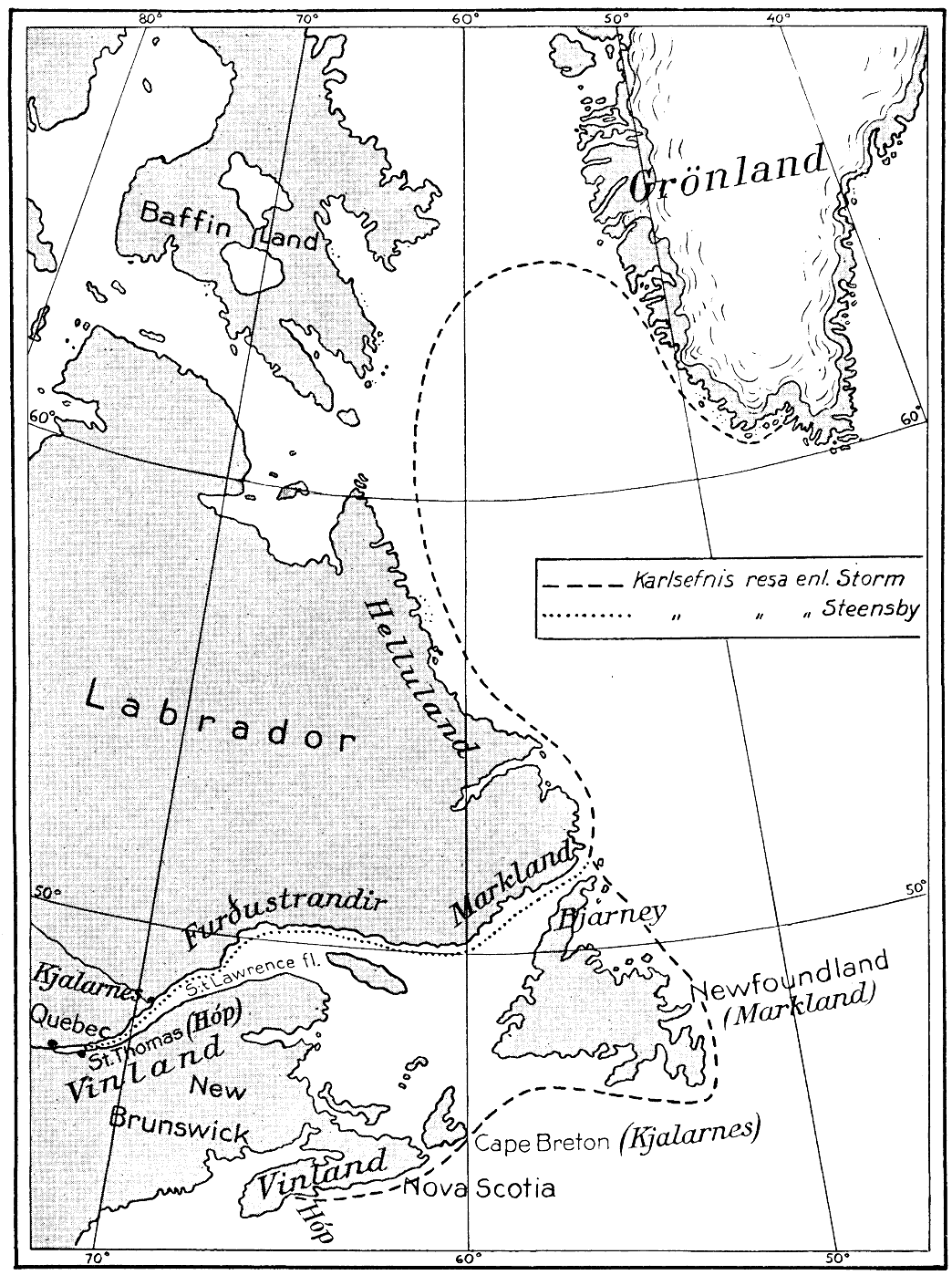
Kartskiss.

Vinland är en fornnordisk benämning på den nordamerikanska kontinenten. Området som berörs är främst den del som i dag utgörs av Kanadas östkust.
Vinland upptäcktes av islänningar från Grönland. Äldsta vittnesbördet om Vinlands upptäckt lämnar Adam av Bremen, som omkring 1070 uppehöll sig hos konung Sven Estridsson i Danmark och några år därefter skrev sin bok om den bremenska kyrkans historia och de nordiska ländernas geografi, varav han uppräknade havets öar norr och väster om Norge och bland dessa Grönland och Vinland.
Även den äldste isländske historieskrivaren, Are Frode, som skrev sin Isländingaboken omkring 1120–1130, berättar i förbigående om Vinlands upptäckt. Som källa hade han sin farbroder, Thorkel Gellisson, som i sina unga dagar, omkring 1060–1070, hade uppehållit sig på Grönland. Där hade han samlat underrättelser om upptäckterna, bland annat från en gammal man, som själv följt med Erik Röde från Island 985 och således hade upplevt Leif Erikssons hemkomst från Vinland. Från Are Frode härstammar – direkt eller genom lån – alla äldre isländska berättelser om Vinlands upptäckt.
De isländska huvudberättelserna om Vinlands upptäckt och första bebyggelse finns i tre stora handskriftssamlingar: Flatöboken som innehåller Grönlänningasagan samt Hauksbok och Skalholtsboken som innehåller två versioner av Erik Rödes saga. Båda sagorna innehåller berättelser om Grönlands upptäckt och bebyggande. Vilka upphovsmännen var är okänt, man vet bara att de troligen skrev ned berättelserna 1230–1270.

## Erik Rödes saga

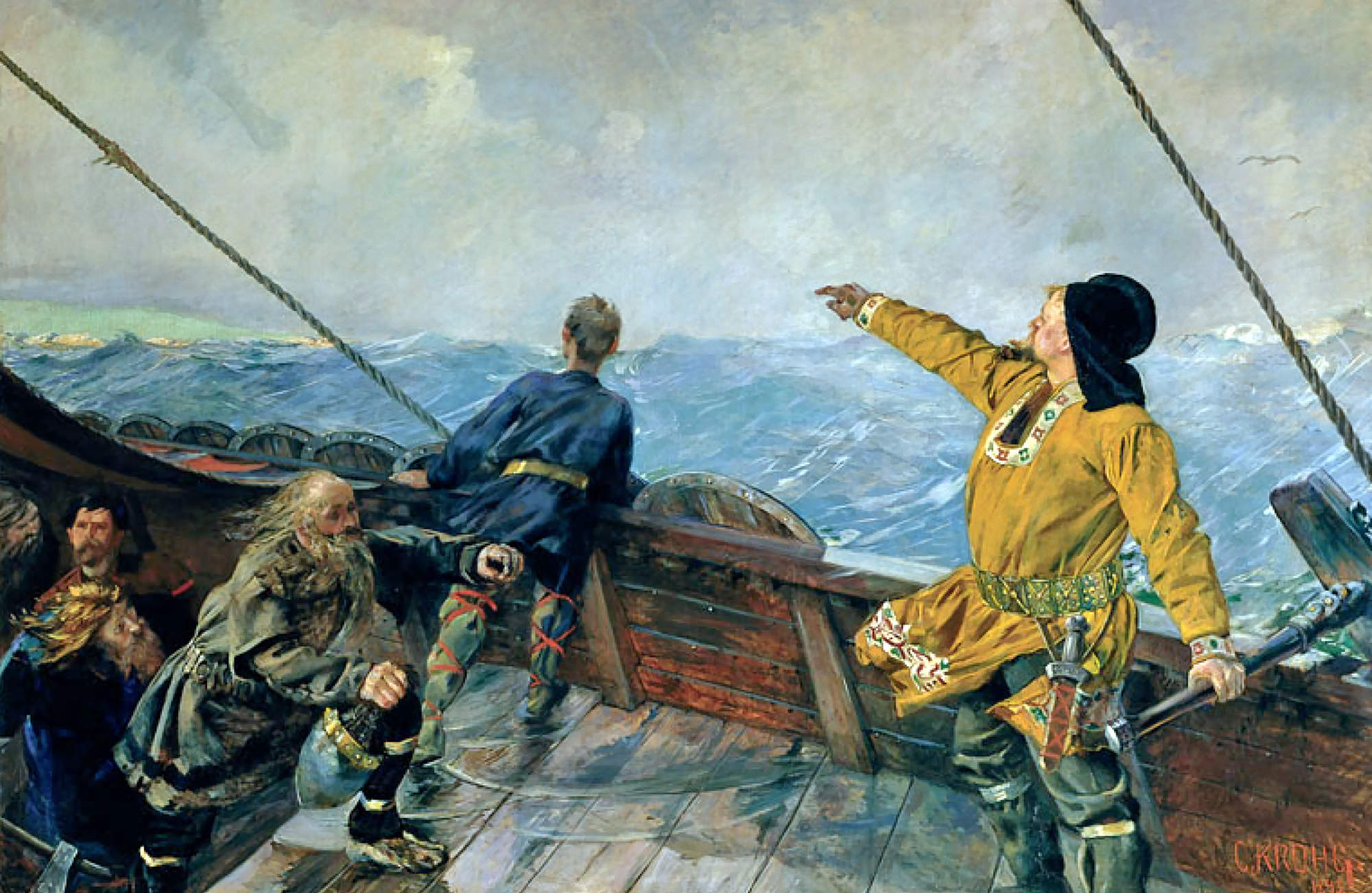
Christian Kroghs målning Leif Eriksson upptäcker Amerika (1893).

Erik Rödes saga handlar om dennes upptäckt av Grönland och bosättning där och därefter om hans son Leifs resa från Grönland 999 till Norge, där han av Olav Tryggvason blev undervisad i kristendomen och med sina män döpt samt följande år återsänd med en präst för att på Grönland verka för kristendomens införande. På hemfärden blev han driven ur sin kurs, som antagligen togs mellan Färöarna och Shetlandsöarna, och drev länge omkring på havet, tills han träffade på land, vars tillvaro han förut inte kände till, med självsådda vetefält och vinrankor och sådana träd, som kallas masur, några så stora, att de kunde begagnas till byggnadsvirke. Med prov på vad han funnit kom han samma höst hem till Grönland, där det nu blev mycket tal om, att det nya landet borde närmare undersökas.
En expedition utgick i följande år (1001) med 20 man under ledning av Leifs bror Thorstein och den gamle Erik Röde själv. Denna expedition misslyckades till följd av motvind, men våren 1003 företogs en ny expedition med tre fartyg och 140 mans besättning jämte några kvinnor under Thorfinn Karlsefni (Torfinn Karlsämne)s ledning. Då man, om landet visade sig därtill tjänligt, ämnade där anlägga ett fast nybygge, medtogs även kreatur. Styrande mot söder kommer de till ett land, fullt av stora stenhällar, ofta 12 alnar breda, där fjällrävarna var talrika; detta land kallade de Helluland. Efter ytterligare två dagsresor mot söder och sydost kommer de till ett annat land, som var skogbevuxet och som de därför kallade Markland (skogsland). En i närheten belägen ö, på vilken en isbjörn dödades, kallades Björnö.
Sedan seglade vikingarna längre mot söder och stötte på ett land, där de vid en udde funnit en bit av en köl (möjligen tillhörande något av de skepp, som förliste för Erik Röde, då han 985 seglade från Island till Grönland), denna udde fick namnet Kjalarnäs, kölnäset. Därpå seglade de, alltjämt med landet om styrbord, längs en sandig kust till en mera inskuren kust, där de lade till i "Straumsfjorden" och övervintrade på en ö som fick namnet Strömsö.
Ett skepp med Thorhall Veideman bestämde sig att segla åt norr, men de drev på grund av västanvinden ut till havs till Irland, där han och hans folk gjordes till slavar. Thorfinn och de övriga seglade däremot söderut och hittade vid en flodmynning ett ställe, som fick namnet Hóp. Man bestämde sig för att stanna på platsen och började hugga timmer och bygga hus. Enligt sagan växte det vilda vindruvor lite överallt och det fanns självsått vete i låglänt mark. Vindruvorna kan ha varit vindruvor av arten Vitis riparia som ännu växer i Kanada. De stötte även på skrälingar, med vilka byteshandel inleddes om vintern. Dessa infödingar föreföll för nordborna ynkliga och skrala. De var enligt sagan "små men av ondskefullt utseende och hade styggt hår på huvudet, stora ögon och breda kinder". Det "stygga håret" tycks ha betytt svart och strävt hår.
Skrälingarna visade sig fientliga, så att Thorfinn måste dra sig tillbaka till Straumsfjord och stannade där följande vinter (1005-06), varefter de på sommaren återvände till Grönland. På vägen landsteg de i Markland. Där överraskade de fem skrälingar, en skäggig man, två kvinnor och två barn. De vuxna undkom i sina hålor, "slunko ned i jorden", som det heter i sagan, men barnen blev infångade och fördes med till Grönland, där grönlänningarna lärde dem tala nordiskt språk och lät döpa dem.

## Grönlänningasagan

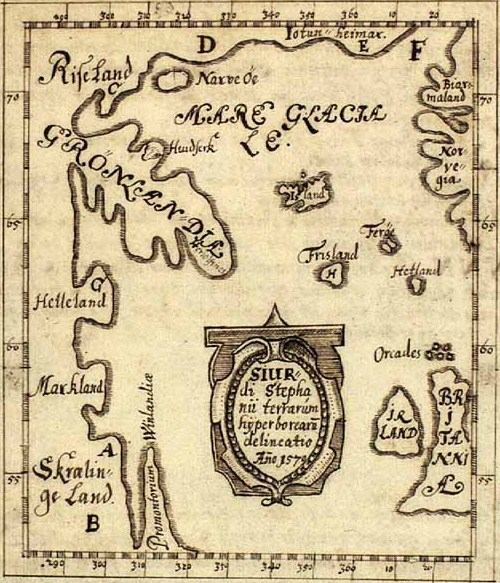
Skálholt-karta från 1669 (kopia av original från 1570).

Flatöbokens version av Vinlands upptäckt skiljer sig från Hauksbokens i flera väsentliga delar. Flatöbokens berättelse är egentligen sammansatt av två småsagor ur en större saga. Dessa har sammanställts under namnet "Grönlänningasagan" eller "Grönlandssagan". I denna är det inte Leif Eriksson, utan en i övrigt okänd person, Bjarne Herjolfsson, som först får Vinland i sikte. Detta sker 985 eller 986 då Bjarne under en resa från Island till Grönland blir driven mot väster under en storm. Han siktar då Amerikas fastland flera gånger, innan han når Grönland, men undersöker det aldrig närmare.
Först sexton år därefter företogs en verklig upptäcktsresa av Leif Eriksson, son till Erik Röde. Han finner och namnger samma Helluland och Markland som Thorfinn, men hans Vinland har ett helt annat läge än det, som skildras i "Hauksboken". Man får närmast intrycket av en kust mot norr, som har lång utsträckning i öster och väster och flera fjordar ingående mot söder, så att man måste starkt våldföra skildringen för att kunna identifiera denna ortbeskrivningen med kusterna av Nordamerika. Det påstås också att Helluland är utrustad med stora glaciärer (som bekant finns det inget land i Nordamerika söder om Grönland, som har sådana) och att klimatet i Vinland är så tropiskt, att där om vintern inte kom frost och gräset inte vissnade.
De seglade in i ett sund med västlig kurs. De fann att det snabbt blev ebb och skeppet stod på grund strax utanför en åmynning. När det blev flod så tog de skeppet och styrde in i ån och vidare in i en sjö. De bestämde sig för att slå läger där för vintern och bygga stora hus. I sjön fanns gott om lax och det kom ingen frost på vintern. Vindruvorna upptäcks av en besättningsman med tyskt ursprung, Tyrkir. Han hittade vindruvorna, dessa kände han igen från sin barndom. Under vintern samlade man in vindruvor, högg vinrankor och fällde timmer. 
Leif reser hem redan följande år, men efter honom företas, enligt "Flatöboken", inte mindre än tre olika färder till Vinland, först en året därpå under Thorvald Eriksson då man bland annat träffade på skrälingar, därefter en misslyckad sjöresa av Thorstein, samt en av Thorfinn och slutligen en av Erik Rödes dotter Freydis - alla bekanta personer från "Hauksboken".

## Medeltida uppgifter
Isländska sagor omnämner inget senare kolonisationsförsök i Vinland efter Thorfinns, däremot berättar isländska annaler för 1121, att Grönlands förste biskop, Erik Gnupsson, "sökte Vinland", och för 1347, att ett litet grönländskt fartyg, som varit i Markland, av stormen drivits till Island. Sedan detta år omtalas Vinland inte mer, och i de följande århundraden synes hela traditionen därom vara utdöd på Island liksom i den övriga Norden.

## Var låg Vinland?
Då reseberättelsens uppgifter om de tillryggalagda distanserna i flera fall är uppenbart felaktiga och kursriktningen ofta blott summariskt angiven, finns det stora svårigheter att närmare identifiera de besökta trakterna, särskilt åsikterna om Vinlands läge. Vid försöken att bestämma det höll man sig inte blott till sagornas naturskildringar, utan även till en dunkel uppgift i "Flatöboken" om den kortaste dagens längd, genom vilket man trodde sig kunna bestämma latituden. Men tolkningen var så osäker att, medan somliga bestämde latituden till 58° 26' (norra Labrador), får andra den till 41° 24' (kusten av Rhode Island). 

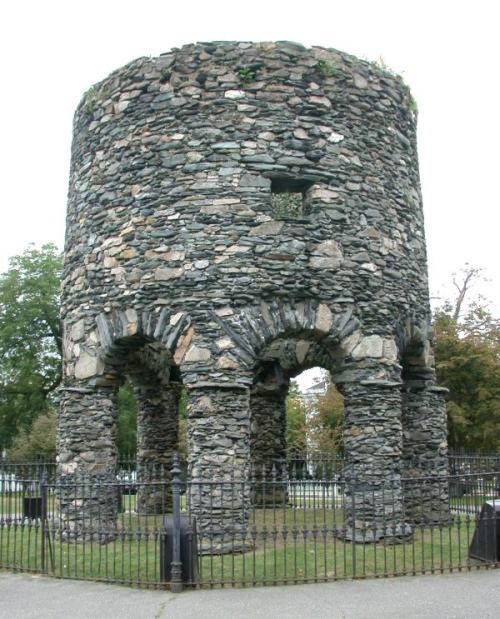
Newport Tower.

Denna sista åsikt förfäktades särskilt av Karl Kristian Rafn i "Antiquitates americanæ" (1837), där han sökte visa, att Vinland låg på den kuststräcka väster om Cape Cod, som nu tillhör Rhode Island och Connecticut. Sin åsikt stödde han för övrigt på "Flatöbokens" berättelse och på några i Nya England funna förmenta fornlämningar, vilka han ansåg härstamma från en gammal nordisk koloni i dessa trakter. Rafns hypotes blev snart en i Norden allmänt omfattad åsikt, som rubbats först genom nyare forskningar. Det har visats, att hans tolkning är alldeles godtycklig och att man av detta uttryck endast får veta, att iakttagelsen gjorts söder om 50:e breddgraden, men icke hur långt, att han gjort våld på sagornas uppgifter om nordbornas segling utefter kusten samt att tornruinen Newport Tower vid Newport, i vilken Rafn ville se en gammal nordisk rundkyrka, är en av guvernören Benedict Arnold (1615-78) byggd väderkvarn och hällristningarna på Dightonklippan i Massachusetts av indianskt ursprung.

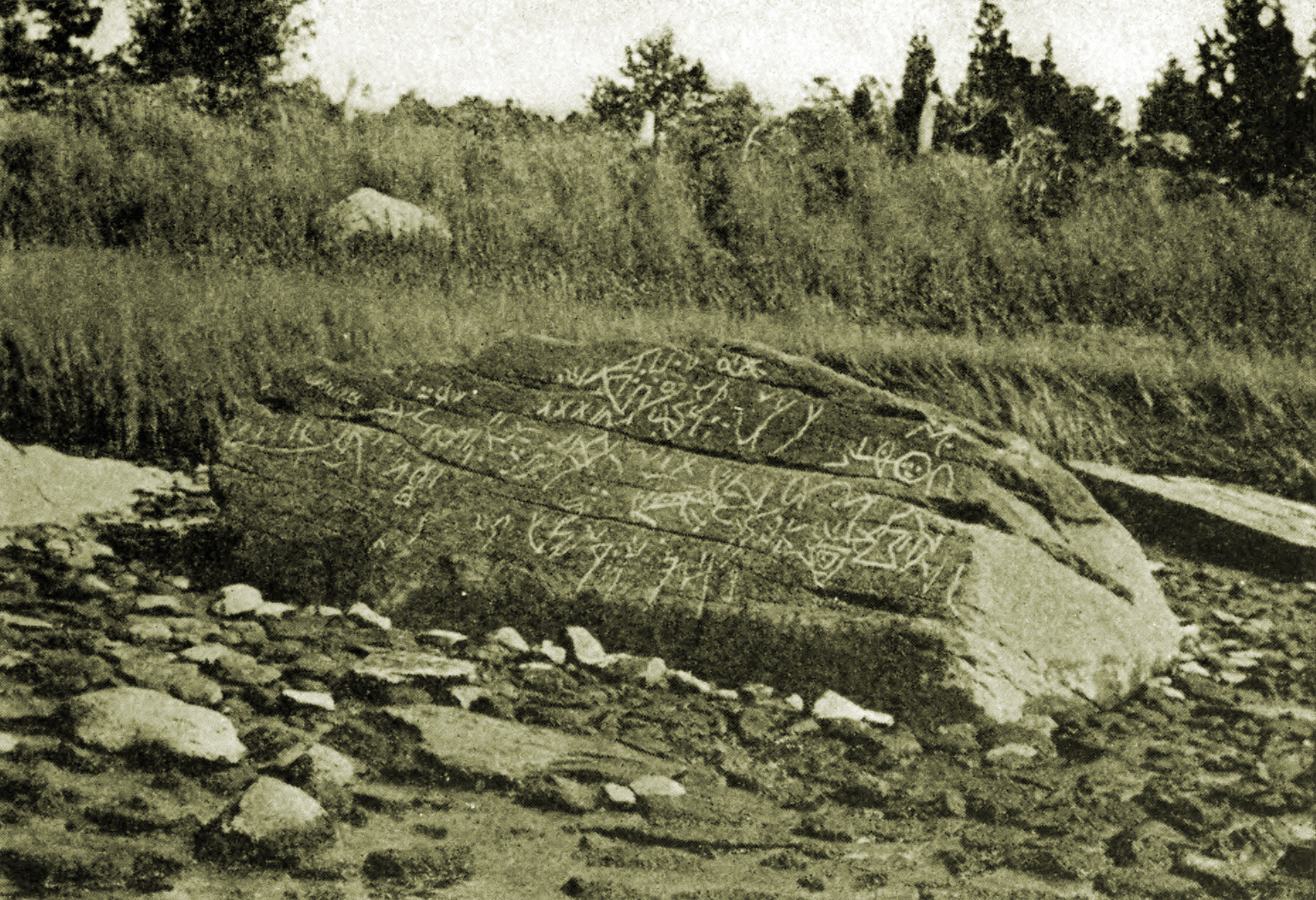
Dightonklippan i Massachusetts.

Professor G. Storm, vars behandling av Vinlandsfrågan varit grundläggande för den senare forskningen, tillägger "Hauksbokens" berättelse obetingad auktoritet framför "Flatöbokens", den hittills allmännast följda källan, anser på grund av naturskildringarna och uppgifterna om de seglade avstånden, att Helluland är Labradors nordöstkust, att Markland är Newfoundland och att man inte kan förlägga Vinland längre söderut än södra delen av Nova Scotia, att Thorfinns vinterkvarter legat på sydöstra kusten av denna halvö, där vinrankan ännu växer vild och dalsänkorna är bevuxna med vilt ris. I Vinlands och Marklands "skrälingar" är Storm mera benägen att se indianer av den då på Newfoundland och i Nova Scotia kringströvande Mi'kmaqstammen än inuiter.

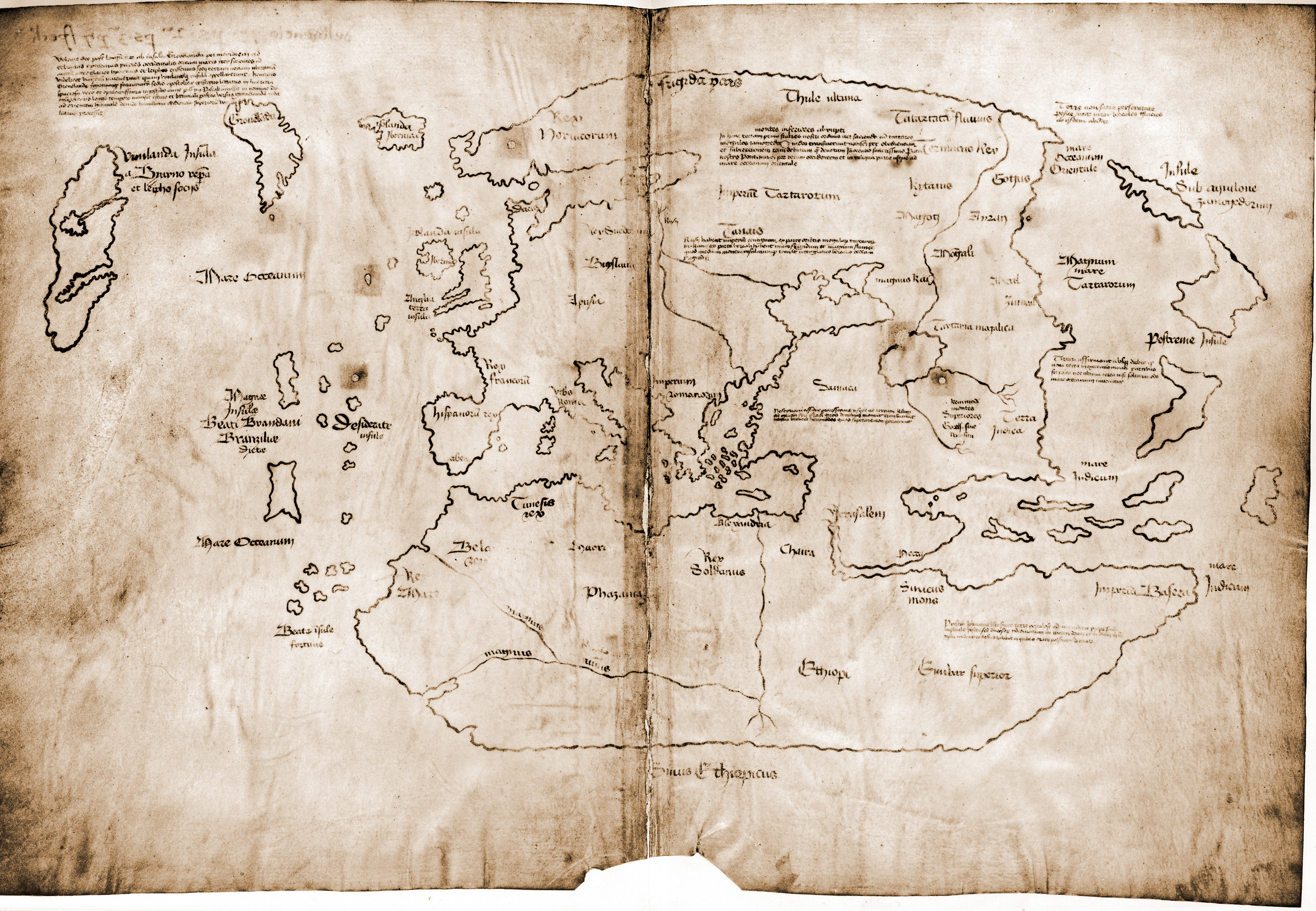
Den omtvistade Vinlandskartan.

På 1950-talet dök den omdiskuterade Vinlandskartan upp. Det är en karta över den gamla världen med Vinland inritad som en ö, belägen sydväst om Grönland och delad i tre delar av inskjutande vikar. Kartan daterades först till cirka 1440. Senare har dess äkthet ifrågasatts.

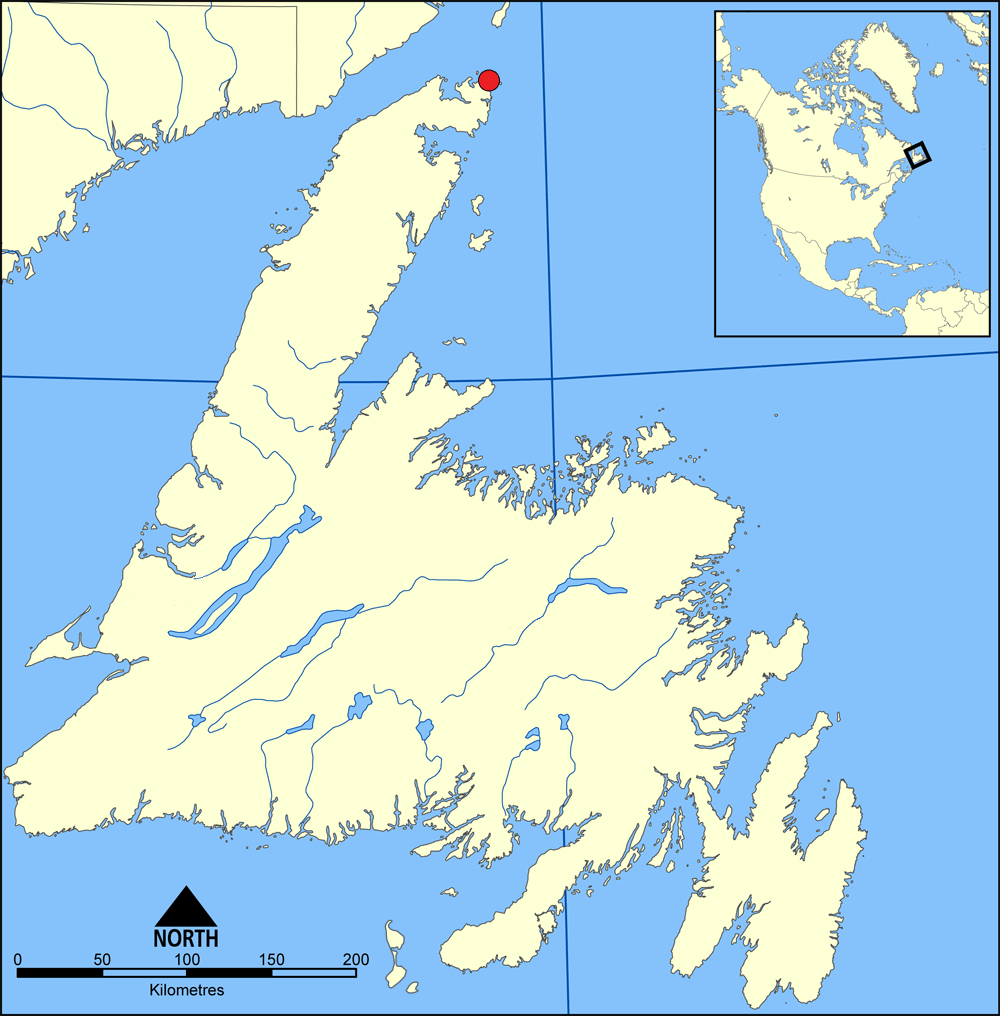
L'Anse aux Meadows.

I början av 1960-talet hittade den norske polarforskaren Helge Ingstad lämningar efter vikingar på den nordligaste spetsen av Newfoundland, vid den lilla fiskebyn L'Anse aux Meadows. Bland annat hittade man en vikingatida ringförsedd bronsnål, en sländtrissa av täljsten. Med hjälp av kol 14-metoden kunde man se att bosättningen funnits här ungefär vid år 1000. Det är dock tveksamt om det var platsen för Leif Erikssons bosättning; i området finns inga vilda vinrankor eller några träd av någon nämnvärd storlek.
Den svenske arkeologen Mats G Larsson har under 1990-talet letat efter platsen för Leif Erikssons Vinland. Enligt honom är en trolig plats för Leif Erikssons Vinland en plats strax norr om Yarmouth i sydligaste Nova Scotia, vid mynningen av Chegoggin River.
Fridtjof Nansen har gått så långt, att han velat frånkänna Vinlandssagan all trovärdighet. Men han ansåg antagligen, att de gamla nordborna känt den amerikanska kontinenten och alltså besökt densamma. Sagans ursprung ser han i den antika myten om "Insulæ Fortunatæ" (De saligas öar), vilken, överflyttad till Norden och utsmyckats med drag ur den irländska sagokretsen om S:t Brendans ö. Berättelsen om Thorfinn Karlsefnis resa skulle således vara en roman, vars sannolikhetsprägel hade sin grund blott i den isländska litteraturens realistiska framställningskonst. Nansens mening torde dock inte ha vunnit många anhängare.